# Lorem ipsum
Lorem ipsum је модел текста који се користи у графичком дизајну, штампарској и словослагачкој индустрији.

## Пример текста
Уобичајени облик lorem ipsum гласи:

Lorem ipsum dolor sit amet, consectetur adipiscing elit, sed do eiusmod tempor incididunt ut labore et dolore magna aliqua. Ut enim ad minim veniam, quis nostrud exercitation ullamco laboris nisi ut aliquip ex ea commodo consequat. Duis aute irure dolor in reprehenderit in voluptate velit esse cillum dolore eu fugiat nulla pariatur. Excepteur sint occaecat cupidatat non proident, sunt in culpa qui officia deserunt mollit anim id est laborum.

## Историја
је био стандард за модел текста још од 1500. године.
Насупрот веровању, Lorem Ipsum није насумично изабран и сложен текст. Његови корени потичу у делу класичне латинске књижевности од 45. године п. н. е., што га чини старим преко 2000 година. Ричард Маклинток, професор латинског на Хампден-Сидни колеџу у Вирџинији, потражио је дефиницију помало чудне речи consectetur из Lorem Ipsum пасуса и анализирајући делове речи у класичној књижевности открио аутентичан извор. Lorem Ipsum долази из поглавља 1.10.32 и 1.10.33 књиге de Finibus Bonorum et Malorum (Екстреми Бога и зла) коју је написао Цицерон 45. године п. н. е.. Књига говори о теорији етике, која је била врло популарна током Ренесансе. Прва реченица Lorem Ipsum модела Lorem ipsum dolor sit amet... долази из реченице у поглављу 1.10.32.

## Спољашње Везе
- De finibus bonorum et malorum (књига I), Цицерон на латинском.
- Lorem ipsum generator на многим језицима.